# アッシリア王名表
アッシリア王名表（アッシリアおうめいひょう）は、古代アッシリアにおいて歴代王をアッカド語（アッシリア語）で記した古代文書である。歴史上何度も複写と編纂が繰り返されたことがわかっているが、その最初のものは紀元前19世紀のアッシリア王シャムシ・アダド1世であったといわれている。古代メソポタミアでは、他にもシュメール王名表やバビロニア王名表があるが、アッシリア王名表はこれらを参考にして、或いはこれらの影響を受けて作成されたものである。各王の名前・統治年数・父親を記録している他、簡単な歴史上の出来事が記載されている場合もある。またいくつかのグループにわけられて注釈がついている場合もある。考古学的には王名表に記載されていないアッシリア王も発見されている。
- 歴代のアッシリア王一覧はアッシリアの君主一覧を参照。

## 現存する王名表
アッシリア王名表のうち、まとまって存在するテキストは3つである。
1. アッシュール王名表 - イスタンブール考古学博物館に収蔵。中アッシリア王国末期のティグラト・ピレセル2世までを記録。破損が酷く冒頭部分の王17人や、古アッシリア王国初期のシャムシ・アダド1世から中葉のバザヤまでの部分は欠落している。
2. コルサバド王名表 - シカゴ大学オリエント学研究所に収蔵。新アッシリア王国中葉のアッシュール・ニラリ5世までを記録。保存状態は最も優れている。
3. SDAS王名表 - セブンス＝デイ・アドヴェンティスト神学院（ワシントンD.C.）に収蔵。新アッシリア王国中葉のシャルマネセル5世までを記録。部分的に欠損しているが最も後に作られた版本である。

どの王までを記載しているかの違いは、王名表作成の時期によるものであると考えられる。